# フォード郡 (イリノイ州)
フォード郡 (Ford County) は、アメリカ合衆国イリノイ州にある郡である。人口は14,241人（2000年）。郡庁所在地はw:Paxton, Illinoisである。歴史的なノートで、フォード郡はイリノイ州102郡の最後に設立された。

## 地理
アメリカ合衆国統計局によると、この郡は総面積1,260 km2 (486 mi2) である。このうち1,258 km2 (486 mi2) が陸地で1 km2 (1 mi2) が水地域である。総面積の0.11%が水地域となっている。

### 隣接する郡
- カンカキー郡 北
- イロコイ郡 東
- ヴァーミリオン郡 南東
- シャンペーン郡 南
- マクリーン郡 南西
- リビングストン郡 西

## 人口動静
2000年国勢調査で、この郡は人口14,241人、5,639世帯、及び3,902家族が暮らしている。人口密度は11/km2 (29/mi2) である。5/km2 (12/mi2) の平均的な密度に6,060軒の住宅が建っている。この郡の人種的な構成は白人98.18%、アフリカン・アメリカン0.25%、先住民0.10%、アジア0.32%、太平洋諸島系0.00%、その他の人種0.40%、及び混血0.75%である。ここの人口の1.24%はヒスパニックまたはラテン系である。
この郡内の住民は25.80%が18歳未満の未成年、18歳以上24歳以下が6.90%、25歳以上44歳以下が26.40%、45歳以上64歳以下が21.50%、及び65歳以上が19.40%にわたっている。中央値年齢は39歳である。女性100人ごとに対して男性は91.90人である。18歳以上の女性100人ごとに対して男性は87.00人である。
この郡の世帯ごとの平均的な収入は38,073米ドルであり、家族ごとの平均的な収入は44,947米ドルである。男性は32,085米ドルに対して女性は22,320米ドルの平均的な収入がある。この郡の一人当たりの収入 (per capita income) は18,860米ドルである。人口の7.00%及び家族の5.70%は貧困線以下である。全人口のうち18歳未満の8.60%及び65歳以上の5.90%は貧困線以下の生活を送っている。

## 都市及び町
- ギブソン
- Cabery
- Elliott
- Kempton
- Melvin
- Paxton
- Piper City
- Roberts
- Sibley
- ステレ

1. ↑   Find a County, National Association of Counties 2011年6月7日閲覧。
2. ↑   American FactFinder, United States Census Bureau 2008年1月31日閲覧。